# チャリティ・ウィリアムズ
チャリティ・ウィリアムズ（Charity Williams、1996年10月20日 - ）は、カナダの女子ラグビー選手。

## プロフィール
- カナダ・トロント出身[1]。
- ポジションはセンター(CTB)。
- 身長 164cm、体重 68kg

## 略歴
2016年、リオ五輪の7人制女子カナダ代表に選ばれて銅メダルを獲得。
そして2021年、東京五輪の7人制女子カナダ代表に選ばれた。
2024年、2024パリ五輪の7人制女子カナダ代表に選ばれて銀メダル獲得。